# Mafia Mỹ

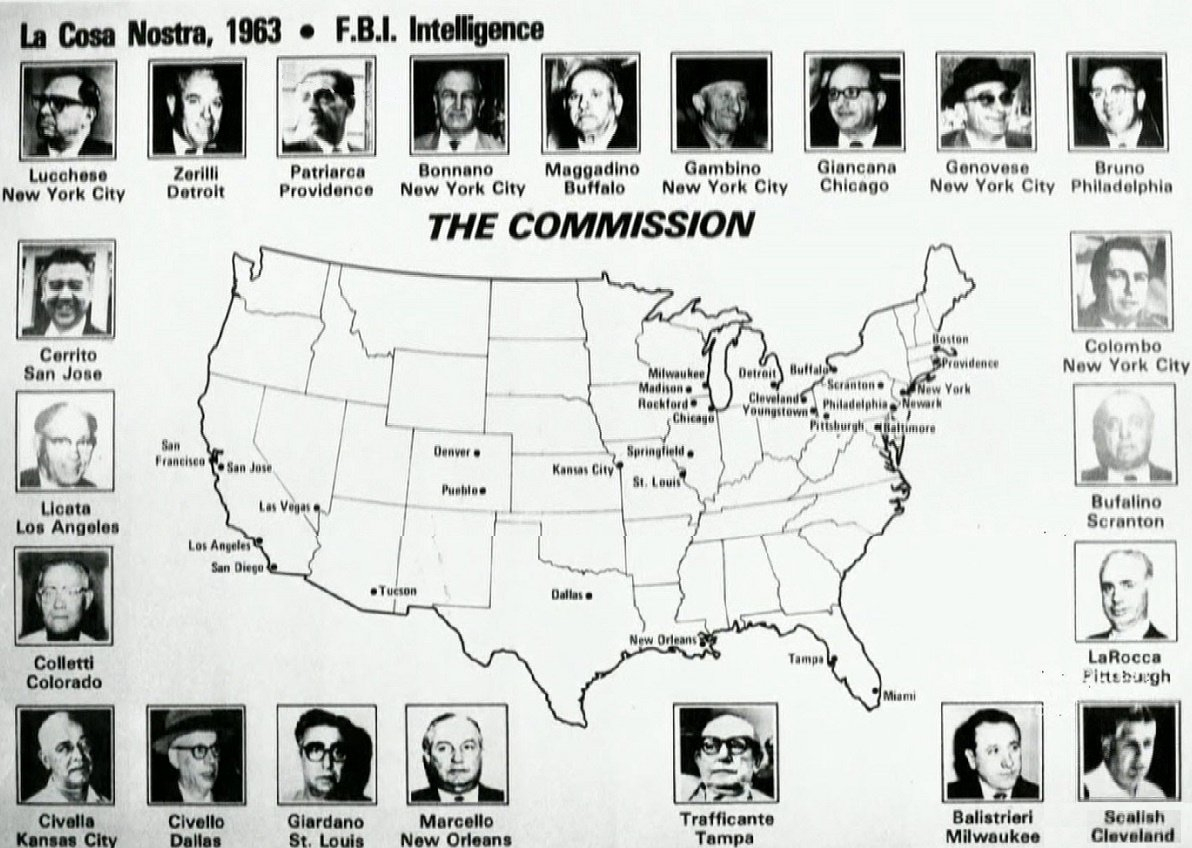
CommissionChart1963

Mafia Mỹ (tiếng Anh: American Mafia (trong tiếng Anh Mỹ thường được gọi là Mafia hay Mob), mặc dù "Mob" có thể đề cập đến các nhóm tội phạm có tổ chức khác hoặc tội phạm có tổ chức nói chung) hoặc Mafia người Mỹ gốc Ý  là một xã hội tội phạm người Mỹ gốc Ý có tổ chức cao. Tổ chức này thường được các thành viên gọi là Cosa Nostra (phát âm tiếng Ý: [kɔsa nɔstra], điều của chúng tôi) và bởi chính phủ là La Cosa Nostra (LCN). Tên của tổ chức có nguồn gốc từ Mafia gốc hoặc Cosa nostra, Mafia Sicilia và ban đầu nó nổi lên như một nhánh của Mafia Sicilia; tuy nhiên, cuối cùng, tổ chức này đã bao vây hoặc tiếp thu các băng đảng xã hội đen người Mỹ gốc Ý khác và các nhóm tội phạm người Mỹ gốc Ý (như Camorra của Mỹ) sống ở Hoa Kỳ và Canada không phải là người gốc Sicily. Nó thường được gọi chung là Mafia Ý hoặc Mob Ý, mặc dù các điều khoản này cũng có thể áp dụng cho các nhóm tội phạm có tổ chức riêng biệt có liên quan ở Ý.
Mafia ở Hoa Kỳ nổi lên ở các khu dân cư nhập cư Ý hoặc các ghetto ở East Harlem (hay Harlem của Ý), Lower East Side và Brooklyn. Nó cũng xuất hiện ở các khu vực khác của Bờ Đông Hoa Kỳ và một số khu vực đô thị lớn khác (như New Orleans và Chicago) trong cuối thế kỷ 19 và đầu thế kỷ 20, sau làn sóng di cư của Ý đặc biệt là từ Sicily và các khu vực khác của miền Nam nước Ý. Nó có nguồn gốc từ Mafia Sicilia nhưng là một tổ chức riêng biệt ở Hoa Kỳ. Neapolitan, Calabrian và các nhóm tội phạm người Ý khác ở Hoa Kỳ, cũng như các tội phạm người Mỹ gốc Ý độc lập, cuối cùng đã sáp nhập với Sicilia Mafiosi để tạo ra Mafia Ý hiện đại ở Bắc Mỹ. Ngày nay, Mafia Mỹ hợp tác trong nhiều hoạt động tội phạm với các nhóm tội phạm có tổ chức của Ý, như Mafia Sicilia, Camorra của Naples và 'Ndrangheta của Calabria. Đơn vị quan trọng nhất của Mafia Mỹ là một "gia đình", vì các tổ chức tội phạm khác nhau tạo nên Mafia được biết đến. Mặc dù tên của "gia đình" để mô tả các đơn vị khác nhau, họ không phải là nhóm gia đình.
Mafia hiện đang hoạt động mạnh nhất ở vùng đông bắc Hoa Kỳ, đặc biệt là ở Thành phố New York, Philadelphia, New Jersey, Buffalo và New England, trong các khu vực như Boston, Providence và Hartford. Nó cũng hoạt động mạnh mẽ ở Chicago và các thành phố lớn khác ở Trung Tây như Detroit, Pittsburgh, Milwaukee, Cleveland, St. Louis, Kansas City cũng như ở New Orleans, Florida, Las Vegas và Los Angeles, với các gia đình nhỏ hơn, các cộng sự, và phi hành đoàn ở các vùng khác của đất nước. Vào thời kỳ đỉnh cao của Mafia, có ít nhất 26 thành phố trên khắp Hoa Kỳ có gia đình Cosa Nostra, với nhiều nhánh và cộng sự ở các thành phố khác. Có năm gia đình Mafia chính của thành phố New York, được gọi là Năm gia đình: các gia đình Gambino, Lucchese, Genovese, Bonanno và Colombo. Vào thời kỳ đỉnh cao, Mafia Mỹ thống trị tội phạm có tổ chức ở Hoa Kỳ. Mỗi gia đình tội phạm có lãnh thổ riêng (trừ Năm gia đình) và hoạt động độc lập, trong khi sự phối hợp toàn quốc được Ủy ban giám sát, bao gồm các ông chủ của mỗi gia đình mạnh nhất.
Ngày nay, hầu hết các hoạt động của Mafia được tổ chức ở phía đông bắc Hoa Kỳ và Chicago, nơi họ tiếp tục thống trị tội phạm có tổ chức, mặc dù số lượng các nhóm tội phạm khác ngày càng tăng.